# Hostinec u Buroně – Mexiko
Hostinec u Buroně – Mexiko je populární a tradiční hostinec, který se nachází v osadě Mexiko, části města Klimkovice v okrese Ostrava-město v Moravskoslezském kraji v pohoří Vítkovská vrchovina v Horním Slezsku.

## Historie a popis
Hostinec u Buroně – Mexiko je vyhlášený výletní hostinec, který má název podle chatové osady, ve které je situován. Tradice hostince, obklopeného loukami a lesy, se odvíjí od 20. let 20. století, kdy hostinský Buroň zakoupil dům a začal zde prodávat občerstvení dělníkům a zemědělcům. Hospodu vybudoval další z generace Buroňů, který jako horník přišel v dolech k úrazu a zpátky do dolů se již nevrátil. Následně ve 30. letech 20. století začal s prodejem nakládaných olomouckých tvarůžků dle vlastní receptury. Z hostince se stalo oblíbené výletní místo s tanečními zábavami a plesy. Během druhé světové války byl hostinec zavřený a po válce v roce 1945 opět zahájil provoz a stavebně se rozšířil o velký dřevěný sál. V roce 1960 byl rodině Buroňů hostinec znárodněn. Buroňovi pak bydleli v podnájmu v prvním patře domu a v restauraci vypomáhali. V roce 1990 byl majetek rodině vrácen a hostinec provozovali postupně další členové rodiny (dcera p. Buroně provdaná jako Václavíková a její syn) a obnovili původní slávu hostince Mexiko.
Hostinec nabízí několik jídel, avšak nejpopulárnější jsou nakládané tvarůžky. Dobře naložené tvarůžky se zde podávají s cibulí, máslem a čerstvým chlebem s možností dochucení červenou paprikou nebo mletým pepřem.

## Další informace
Kolem hostince vedou cyklostezky a turistické stezky vhodné i pro vozíčkáře. Místo se nachází v údolí pod kopcem Záhumenice a pod obcí Hýlov se Sanatorii Klimkovice.

## Galerie

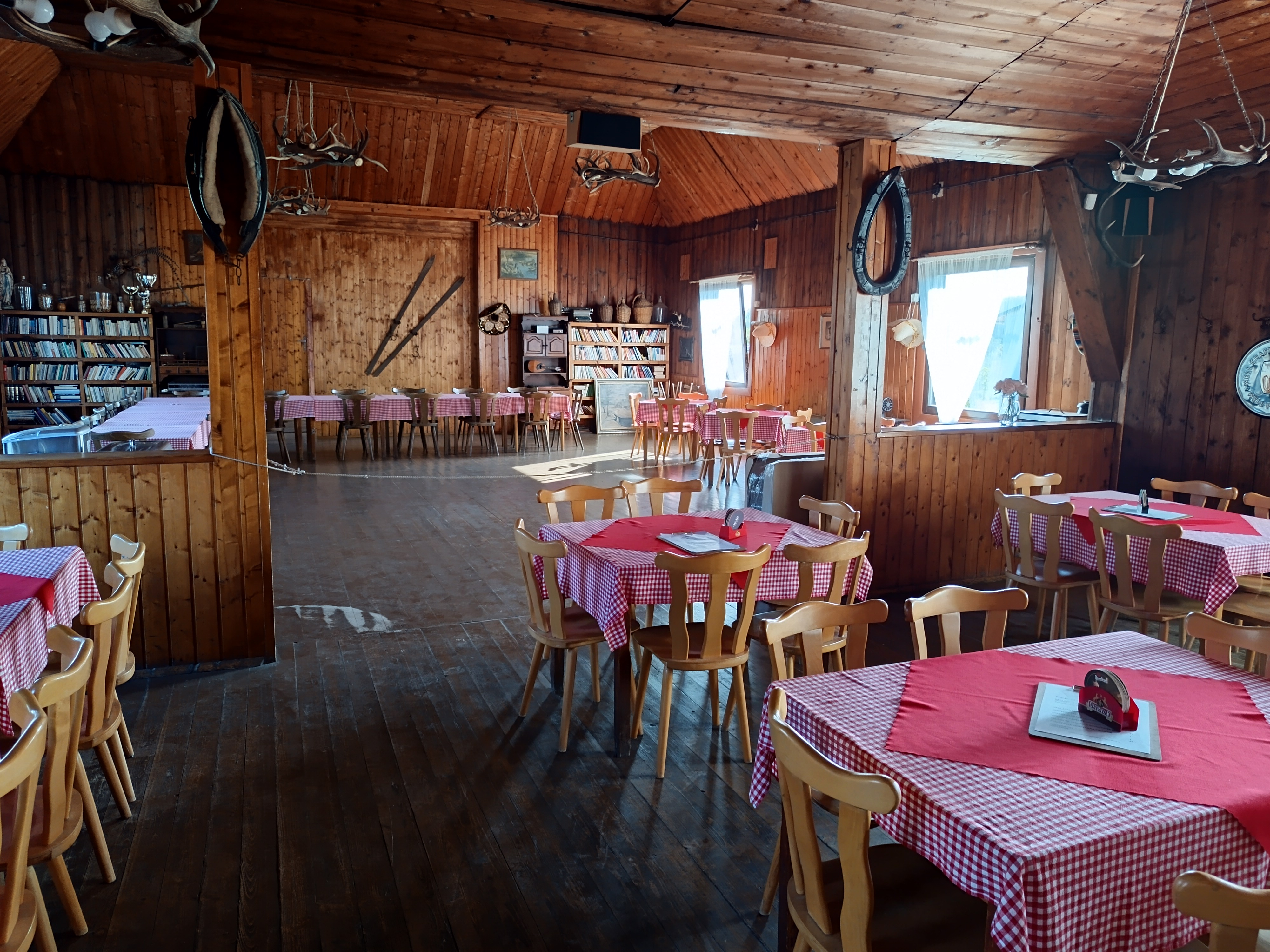
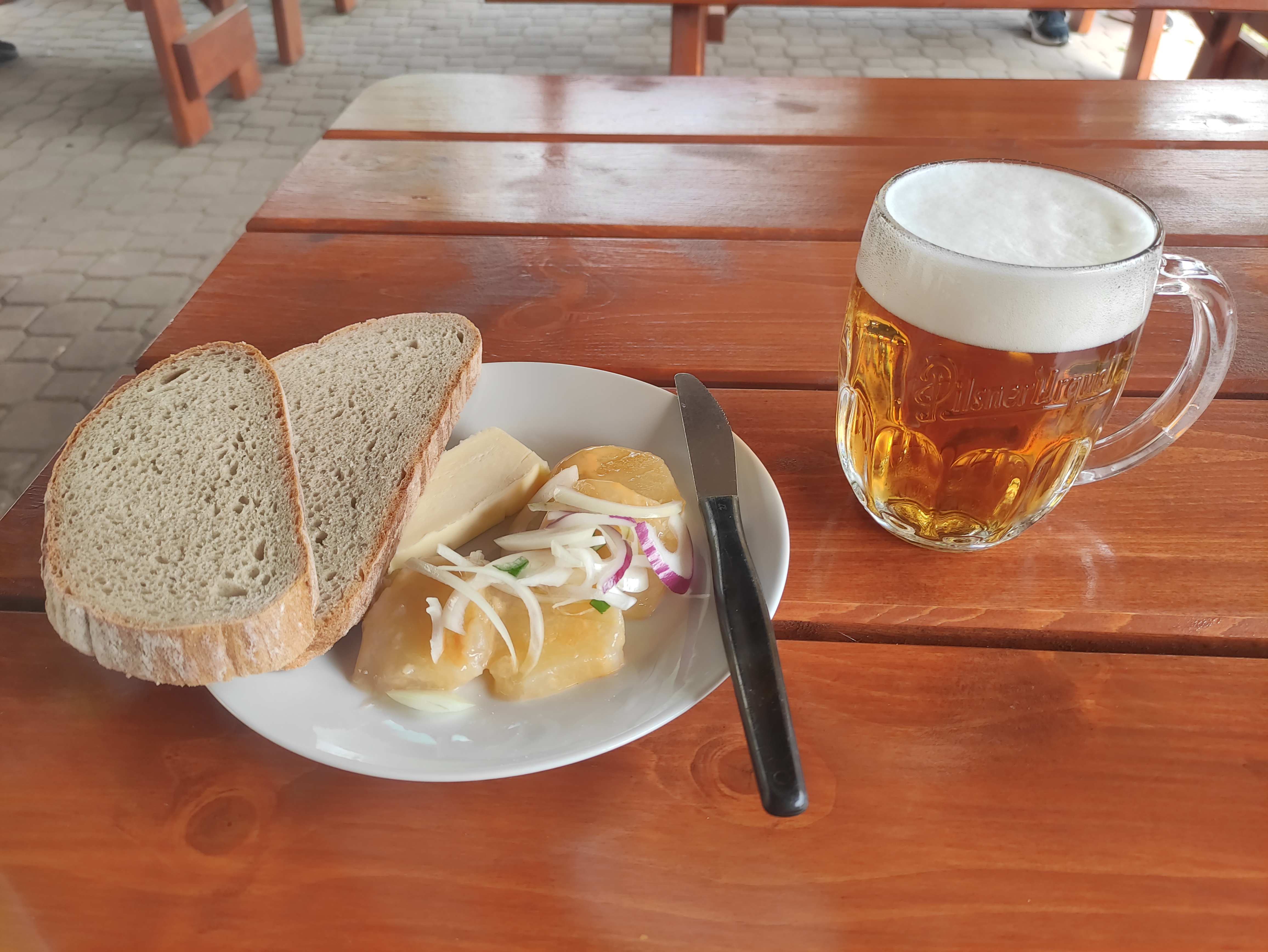